# Molise Aglianico riserva
Il Molise Aglianico riserva è un vino DOC la cui produzione è consentita nelle province di  Campobasso e  Isernia.

## Caratteristiche organolettiche
- colore: rosso rubino più o meno intenso, con riflessi violacei
- odore: vinoso, intenso, gradevole, caratteristico
- sapore: secco, armonico, morbido, caratteristico

## Produzione
Provincia, stagione, volume in ettolitri
- nessun dato disponibile